# Lactarius uvidus
Il lattario uvido o peveraccio lillacino (Lactarius uvidus (Fr.) Fr. (1838) è un fungo appartenente alla famiglia Russulaceae, che cresce in Nord America e in Europa.
Il cappello ha una dimensione che varia dai 4 agli 8 cm. Le lamelle sono fitte.
La specie non è commestibile ed ha un sapore estremamente acre e repellente.
Il Lactarius uvidus ha numerose varietà: per esempio, il Lactarius uvidus var. violascens si presenta con un cappello grigio-violetto.